# Cremanthodium suave
Cremanthodium suave là một loài thực vật có hoa trong họ Cúc. Loài này được W.W.Sm. mô tả khoa học đầu tiên năm 1920.